# Sondershausen
Sondershausen – miasto powiatowe w Niemczech, w kraju związkowym Turyngia, siedziba powiatu Kyffhäuser.

## Położenie
Sondershausen leży w środku formacji triasowej. Na południe od miasta znajdują się duże pokłady wapienia muszlowego, które w kierunku północnym przechodzą w złoża pstrego piaskowca. Miasto otoczone jest dużymi lasami bukowymi.

## Historia

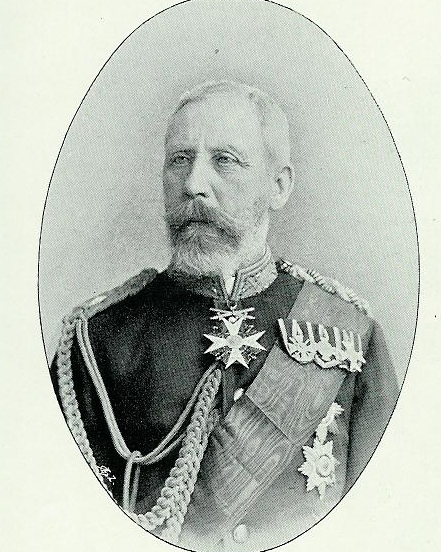
Karl Günther, ostatni książę Schwarzburg-Sondershausen

Sondershausen zostało założone jako osada Franków ok. 800 r. Pierwsza wzmianka pochodzi z roku 1125, była to wtedy osada należąca do dóbr arcybiskupa Moguncji. Około 1300 Sondershausen, należące wówczas do włości hrabiów von Hohnstein, otrzymało prawo miejskie. Składało się wówczas z ok. 400 domów, leżących u podnóża zamku. W roku 1356 ród hrabiów von Hohnstein wygasł i Sondershausen dostało się pod władanie hrabiów zu Schwarzburg, najdłużej ze wszystkich panującej dynastii niemieckiej w nieprzerwanej linii po mieczu, pozostając przy nich do 1918. Około 1500 miasto liczyło 1700 mieszkańców i posiadało szkołę.
W latach 1534–1555 ówczesny władca Günther XL zu Schwarzburg nakazał rozebrać średniowieczny zamek w Sondershausen i wzniósł na jego miejscu renesansowy, istniejący do dziś pałac, przebudowany później przez jego następców w latach 1680–1725 w stylu baroku i w połowie XIX wieku w stylu klasycyzmu. W latach wojny trzydziestoletniej miasto zostało parokrotnie spustoszone przez wojska cesarskie, poprzez wojnę i zarazę; połowa mieszkańców utraciła życie.
Z biegiem stuleci Sondershausen rozwijało się pomyślnie: w 1738 otwarto linię pocztową z Brunszwiku poprzez Sondershausen do Bad Langensalza, w 1795 zaczął się ukazywać pierwszy tygodnik, Gnädig Privilegiertes Sondershäuser Wochenblatt, a w roku 1813 pierwszy dziennik, Der Deutsche, który przetrwał do 1943. W roku 1863 miasto uzyskało połączenie kolejowe z na trasie Erfurt – Nordhausen. W 1892 otwarto kopalnię potasu Glückauf i wybudowano dla pracowników osiedle robotnicze, w latach 1895–1898 miasto podłączono do kanalizacji, w 1902 było już zelektryfikowane. W 1909 zmarł bezpotomnie ostatni książę Schwarzburg-Sondershausen, Karl Günther (1830–1909) i księstwo po 400 latach połączyło się z drugim państewkiem Schwarzburgów, Schwarzburg-Rudolstadt w unii personalnej, przy czym miasto Sondershausen stało się alternatywną rezydencją panującego. Trwało to jednak tylko dziewięć lat, do upadku monarchii w 1918. Na początku lat 20. XX wieku Sondershausen odłączyło się ponownie od Rudolstadtu i do 1945 należało do enklawy Land Thüringen w Prusach.
W czasach III Rzeszy w tutejszym szpitalu przeprowadzano w ramach Akcji T4 zabiegi przymusowej sterylizacji, której ofiarą padło 360 osób, poza tym uśmiercono dużą, do dziś nieznaną liczbę mieszkańców miasta i okolic. W ramach pracy przymusowej w zakładach przemysłowych miasta i okolic oraz w rolnictwie pracowało ok. 1000 osób z Polski, Serbii i Ukrainy. Pod koniec wojny, na parę dni przed zajęciem miasta przez wojsko USA, nalot 8 kwietnia 1945 zniszczył 40% zabudowań, głównie w nowszych dzielnicach.
Do 1918 Sondershausen było stolicą księstwa Schwarzburg-Sondershausen (862 km², 89 917 mieszkańców).
W czasach NRD Sondershausen było siedzibą powiatu Sondershausen, który należał do okręgu Erfurt. W latach 1960–1979 wzniesiono nowe dzielnice bloków mieszkaniowych w stylu socjalistycznym. Ofiarą tej działalności padły pokaźne części ocalałej po wojnie substancji historycznej miasta.
Po rozwiązaniu NRD Sondershausen stało się stolicą powiatu Sondershausen w kraju związkowym Turyngia, a w 1994 utworzono powiat Kyffhäuser z Sondershausen jako stolicą.

## Zabytki
Do ważniejszych zabytków miasta należą: 

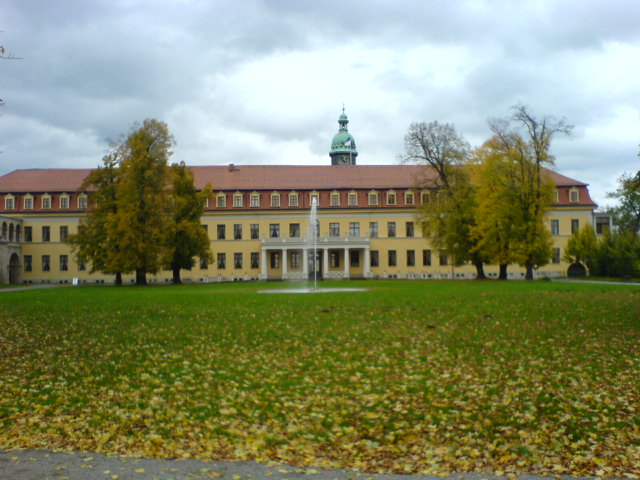
Zamek książęcy

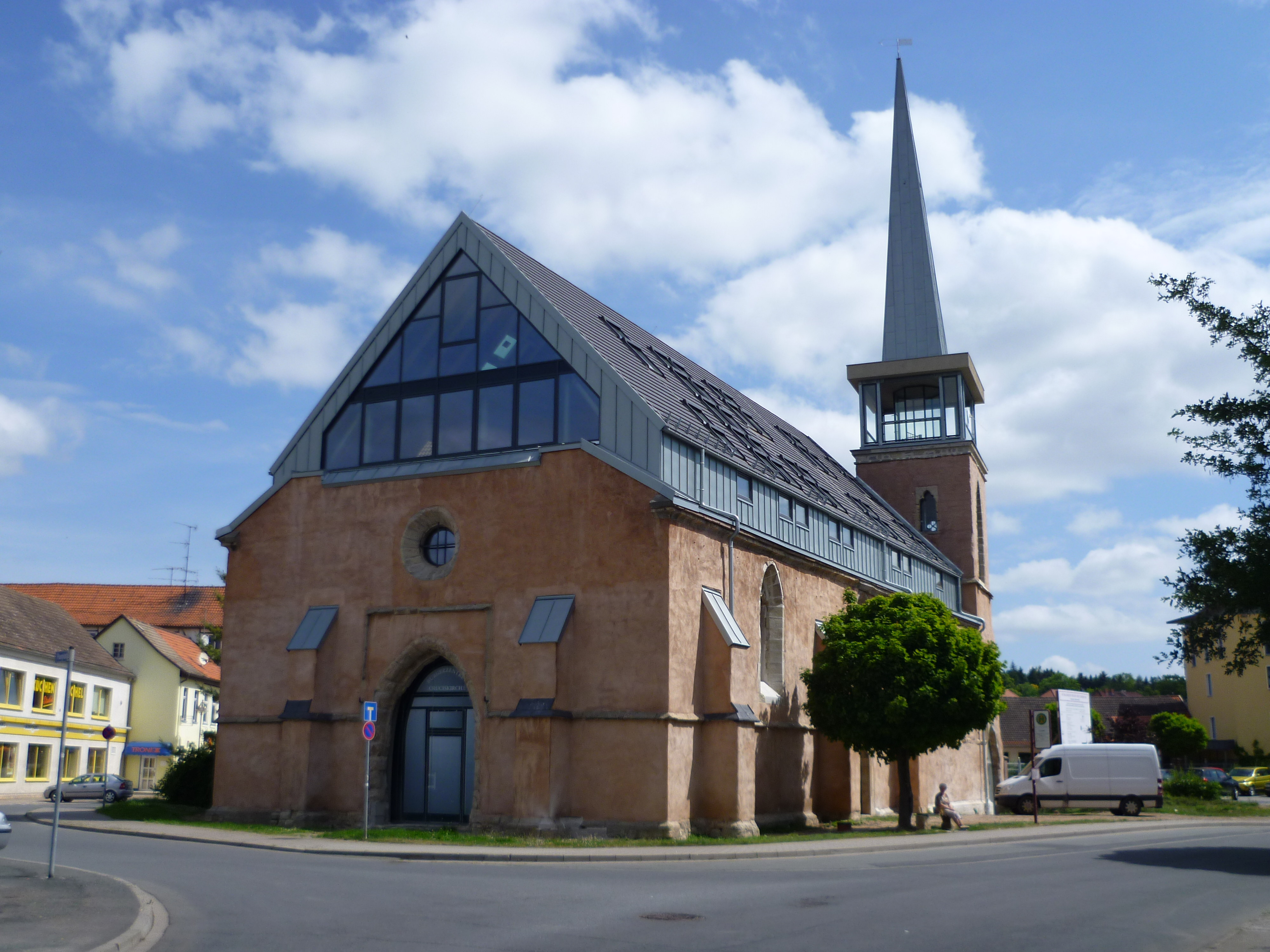
Kościół św- Krzyża (Cruciskirche)

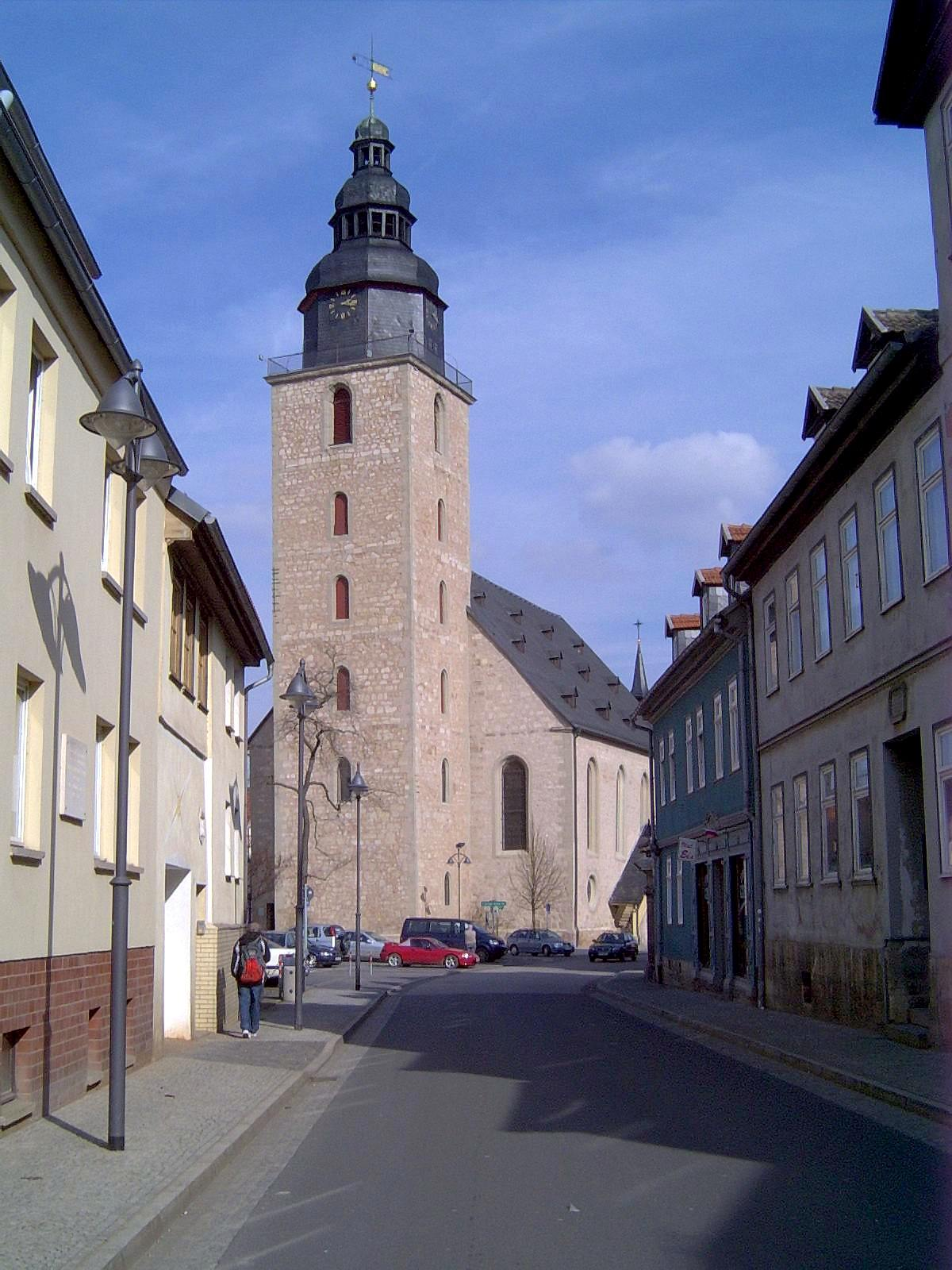
Kościół św. Trójcy (St.-Trinitatiskirche)

- kościół św. Krzyża (Cruciskirche) – najstarszy budynek w mieście. Budowę rozpoczęto w 1392, do 1908 kościół służył katolikom, potem, po wybudowaniu nowej świątyni katolickiej, przeszedł na własność miasta i służył jako magazyn i stopniowo niszczał, aż w czasach NRD stał się ruiną – był bez dachu i wieży. Dopiero w 2001 zaczęto stopniową odbudowę.
- pałac książęcy – początkowo średniowieczny zamek z 1287, przebudowywany w czasie renesansu i baroku. Do 1951 w skrzydle północnym mieszkała wdowa po ostatnim księciu Schwarzburg-Rudolstadt, Anna Luiza von Schwarzburg, obok ostatniego księcia z dynastii Saksonia-Altenburg jedyny członek dawnych dynastii niemieckich, zamieszkały po 1945 w NRD. Pałac służy dziś celom muzealnym.
- kościół św. Trójcy (Trinitatiskirche) – wybudowany w 1620 na miejscu zburzonego gotyckiego kościoła św- Andrzeja (Andreaskirche), z wystrojem barokowym. W latach 1890–1891 dobudowano do kościoła neogotyckie mauzoleum książęce. Kościół remontowano w latach 30. i 90. XX wieku.
- zabytkowa mykwa żydowska z ok. 1300, odgrzebana w 1999 roku.

## Gospodarka
Głównym pracodawcą w mieście jest przemysł elektryczny (WAGO zatrudnia 1000 pracowników). Do 1990 działała w mieście także kopalnia potasu, obecnie przystosowana do użytku jako atrakcja turystyczna; jednocześnie wydobywa się nadal ze sztolni kopalnianych sól przemysłową.

## Demografia
W XIX wieku liczba mieszkańców miasta powoli wzrastała, od 4858 w roku 1834 do 6634 w roku 1890. W latach III Rzeszy osiągnęła nawet 11 617. W czasach NRD miasto liczyło w 1970 już 22 949 mieszkańców, populacja wahała się od tego roku do chwili obecnej między 23 i trochę ponad 24 000 mieszkańców.

## Współpraca
Miejscowości partnerskie:
- Karlsbad, Badenia-Wirtembergia (kontakty utrzymuje dzielnica Schernberg)
- Kozłowa Ruda, Litwa
- Pecquencourt, Francja
- Rolla, Stany Zjednoczone

## Szkolnictwo
Do 1990 Sondershausen posiadało jedyną w całej NRD szkołę bibliotekarską. Obecnie w mieście są trzy szkoły podstawowe, dwa licea, dwie szkoły specjalistyczne dla upośledzonych, szkołę zawodową (kształcącą również bibliotekarzy), szkołę Służby Cywilnej, uniwersytet ludowy z 13 filiami i szkołę muzyczną z 15 filiami.

## Polityka
Po wyborach w 2004 roku funkcje radnych piastują przedstawiciele następujących partii/ugrupowań:
- CDU – 9 mandatów
- SPD – Die Grünen – 6 mandatów
- Die Linke – 6 mandatów
- FDP – 3 mandaty
- Lokalne partie Volkssolidarität, Neue Unabhängige Bürgerinitiative i Volksinteressenbund Thüringen – razem 5 mandatów
- NPD – 1 mandat

## Osoby związane z miastem
- Max Bruch – kompozytor
- Eugenie Marlitt – pisarka
- Gunda Niemann-Stirnemann
- Max Reger – kompozytor
- Hugo Riemann – muzykolog
- Wilhelm Joseph von Wasielewski
- Felix Becker – historyk sztuki urodzony w Sondershausen[1]